# Arūnas Gumuliauskas
Arūnas Gumuliauskas (ur. 10 sierpnia 1958 w Kownie) – litewski historyk, nauczyciel akademicki, działacz społeczny i polityk, a także koszykarz, profesor Uniwersytetu Szawelskiego, poseł na Sejm Republiki Litewskiej.

## Życiorys
W młodości wyczynowo uprawiał koszykówkę. Grał m.in. w zespołach Žalgiris Kowno, Statyba Wilno i Lietkabelis Poniewież. W 1985 wywalczył ze swoją drużyną tytuł mistrza Litewskiej SRR.
W 1981 ukończył studia historyczne na wydziale historycznym Uniwersytetu Wileńskiego. W latach 1984–1987 odbył aspiranturę na Uniwersytecie Wileńskim, po ukończeniu której uzyskał stopień naukowy doktora. Również w 1981 został pracownikiem naukowym Szawelskiego Instytutu Pedagogicznego, który w 1997 został podniesiony do rangi uniwersytetu. Od 1990 był docentem, w 2012 został profesorem na wydziale humanistycznym tej uczelni. W latach 1993–1995 odbył staż naukowy na Uniwersytecie Warszawskim, a w 2008 gościł tam z serią wykładów.
Specjalizuje się w najnowszej historii Litwy, Polski, Francji, Związku Radzieckiego oraz historii stosunków polsko-litewskich, historii kultury i dyplomacji. Jest autorem licznych prac naukowych i popularnonaukowych.
Był zaangażowany w działalność Sąjūdisu, należał m.in. rady oddziału szawelskiego oraz komisji mandatowej na zjeździe założycielskim tego ugrupowania. W 2000 wstąpił do Litewskiego Związku Centrum, z ramienia którego w tym samym roku został wybrany do rady miejskiej Szawli. W 2003 brał udział w zakładaniu Litewskiej Partii Centrum, w której objął funkcję wiceprzewodniczącego. Był również członkiem rady politycznej LCP oraz przewodniczącym jej oddziału miejskiego w Szawlach. Parokrotnie bezskutecznie ubiegał się o mandat poselski.
W 2015 z ramienia Litewskiego Związku Zielonych i Rolników ponownie został wybrany na radnego Szawli. W wyborach w 2016 uzyskał mandat posła na Sejm Republiki Litewskiej.

## Wybrane publikacje
- Besidomintiems Lietuvos istorija, Wilno 1989
- Šiaulių miesto istorija (iki 1940 m.), Szawle 1991
- Lietuva 1915–1953, Kowno 1993
- Lietuva: nuo valstybės sukūrimo iki valstybės atkūrimo, Wilno 1993
- Lietuvos istorija nuo 1915 iki 1953 metų, Kowno 1995
- Межвоенные отношения Литвы и Польши: возможность оттепели, Białystok 2004
- Lietuvos istorija 1795–2009, Wilno 2010